# سومرلوخ
سومرلوخ (به آلمانی: Sommerloch) یک شهر در آلمان است که در باد کرویتسناخ واقع شده‌است. سومرلوخ ۴۳۱ نفر جمعیت دارد.